# Epidemiologia
Epidemiologia (gr. epi „na”, demos „lud”, logos „słowo, nauka”) – badanie występowania i rozmieszczenia stanów lub zdarzeń związanych ze zdrowiem w określonych populacjach oraz wpływu czynników wpływających na stan zdrowia, a także zastosowanie tej wiedzy do kontrolowania problemów zdrowotnych. Epidemiologia bada wpływ czynników środowiskowych oraz warunków występowania epidemii spowodowanych chorobami w określonej populacji, wpływających na stan jej zdrowie. Może dotyczyć chorób ludzi, innych zwierząt lub roślin.

## Cele
Cele tej nauki w zakresie dotyczącym ludzi osiąga się przez badanie:
- rozpowszechnienia chorób, czyli częstości występowania i rozmieszczenia chorób w danej populacji ludzkiej
- rozpowszechnienia inwalidztw i ich przyczyn
- rozpowszechnienia zgonów i ich przyczyn.

## Miary epidemiologiczne
Zdobywa te informacje przez pomiar:
- pozytywnych mierników stanu zdrowia:
  - dotyczących rozwoju fizycznego,
  - oceny sprawności fizycznej,
  - ustalenia wskaźnika wydolności,
- negatywnych mierników stanu zdrowia:
  - dotyczących chorób:
    - ustalenie chorobowości. Opisuje ona liczbę osób chorujących wcześniej i tych, którzy zachorowali w określonym okresie, zazwyczaj w okresie ostatnich 12 miesięcy[3]. Jeśli odnosi się to do dłuższego okresu, to nazywa się ją chorobowością okresową. Jeśli przedstawia informacje o wszystkich chorych, którzy chorowali kiedykolwiek w swoim życiu do czasu badania, to nazywa się ją chorobowością skumulowaną lub zbiorczą[3].
    - ustalenie zapadalności,

  - dotyczących zgonów:
    - ustalenie umieralności,
    - ustalenie śmiertelności.

| Miernik        | licznik                                   | mianownik          |
| -------------- | ----------------------------------------- | ------------------ |
| Chorobowość    | liczba chorych                            | populacja          |
| Zachorowalność | liczba nowych chorych                     | populacja narażona |
| Umieralność    | liczba zgonów                             | populacja          |
| Śmiertelność   | liczba zgonów z powodu określonej choroby | liczba chorych     |

## Populacja
Badania te dotyczą określonych populacji. Z reguły czynnikiem decydującym o określeniu populacji jest:
- wiek,
- miejsce zamieszkania,
- narażenie na czynniki ryzyka wystąpienia danego schorzenia.

## Rodzaje badań epidemiologicznych
1. Badania przeglądowe prowadzone w celu określenia stanu zdrowia określonej populacji. Na tej podstawie można określić współczynnik chorobowości lub potwierdzić, że dana populacja jest wolna od określonej choroby. Są także pomocne w ocenie wpływu warunków zewnętrznych na powstawanie i szerzenie się choroby.
2. Badania obserwacyjne:
  - kliniczno-kontrolne (retrospektywne), w których wybiera się odpowiednią grupę przypadków o określonym statusie choroby. Pula badanych dzieli się na osoby, które chorują (ich choroba jest jednorodna pod względem nozologicznym) oraz grupę kontrolną, w której choroba nie występuje. Następnie ustala się potencjalne ekspozycje, które mogły wystąpić w przeszłości danej populacji.
  - kohortowe (prospektywne) selekcjonujące obiekty badań w zależności od stanu ich ekspozycji i zazwyczaj osoby są zdrowe na początku badań. Punktem wyjścia tego badania są określone uwarunkowania środowiska, dla których w obserwacji długofalowej poszukuje się odpowiednich skutków zdrowotnych
  - przekrojowe
3. Badania eksperymentalne: polegające na celowym i kontrolowanym sterowaniu przyczyną wywołującą zjawiska zdrowotne.

## Ognisko zakaźne
Ognisko zakaźne (focus of infection) jest (w epidemiologii) ściśle określonym geograficznie miejscem, w którym znajdują się trzy czynniki niezbędne do transmisji epidemiologicznej: populacja ludzka wrażliwa na zakażenie, źródło zakażenia i odpowiednie warunki środowiska.